# Grenadai labdarúgó-bajnokság (első osztály)
A Grenada League a grenadai labdarúgó-bajnokságok legfelsőbb osztályának elnevezése. 1983-ban alapították, és 10 csapat részvételével zajlik. A bajnok a CFU-bajnokságban indulhat.

## A 2012-es bajnokság résztvevői
- Boca Juniors
- Carib Hurricane
- Chantimelle
- Eagles Super Strikers
- Fontenoy United
- GBSS
- Hard Rock
- Paradise
- Police
- Queen's Park Rangers

## Az eddigi bajnokok
- 1983-95: ismeretlen
- 1996: Barba Super Stars
- 1997: Seven Seas Rock City
- 1998: Fontenoy United
- 1999: SAFL
- 2000: GBSS
- 2001: GBSS
- 2002: Queens Park Rangers
- 2003: Carib Hurricane FC
- 2004: törölve
- 2005: Paradise
- 2006: Carib Hurricane FC
- 2007: Paradise
- 2008: Carib Hurricane FC
- 2009: félbeszakadt
- 2010: Paradise
- 2011: Hard Rock
- 2012: Hard Rock

## Külső hivatkozások
- Hivatalos honlap